# روبوتات مخبرية

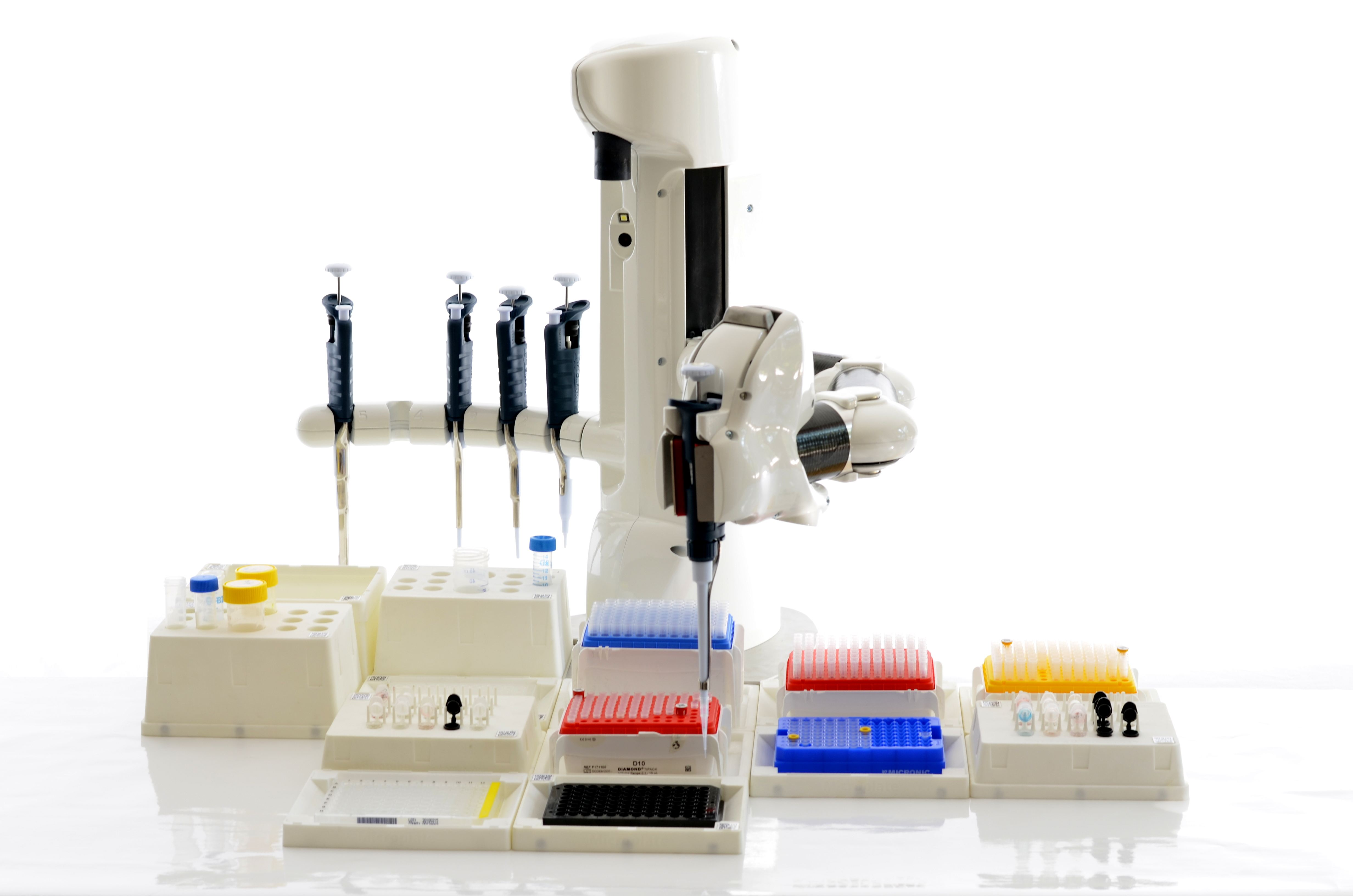
روبوت توزيع المواد السائلة يقوم بتوزيع كميات محدودة ودقيقة من المواد المختبرية

يشير مصطلح روبوتات مخبرية إلى استخدام الروبوتات في مُختبرات الأحياء أو الكيمياء. فعلى سبيل المثال، تستخدم شركات الأدوية الروبوتات لنقل العينات البيولوجية والكيميائية في جميع الأنحاء من أجل تخليق كيانات كيميائية جديدة أو لاختبار القيمة الدوائية للمواد الكيميائية الموجودة.
تناسب العمليات المختبرية الأتمتة الروبوتية حيث تتألف العملية من حركاتٍ متكررة (على سبيل المثال، التقاط/وضع الأشياء وإضافة السوائل والمواد الصلبة والتسخين/التبريد والمزج والرج والاختبار).

## التطبيقات

### الروبوتات المخبرية البيولوجية
يتم تخزين العينات البيولوجية والكيميائية، سواء كانت في الحالة السائلة أو الصلبة، في قوارير أو صفائح أو أنابيب. وغالبًا ما يلزم تجميدها و/أو إحكام غلقها لتجنب التلوث أو للاحتفاظ بخصائصها البيولوجية و/أو الكيميائية. على وجه التحديد، فقد وضع العاملون في صناعة علوم الحياة شكلاً موحدًا للصفيحة، يعرف باسم صفيحة المعايرة المكروية لتخزين مثل هذه العينات.
تم إضفاء الصفة الرسمية على معيار صفيحة المعايرة المكروية بواسطة جمعية الفحص الجزيئي البيولوجي في عام 1996. بوجه عام، يكون لديها 96 أو 384 أو حتى 1536 بئر عينات في مصفوفة مستطيلة على مقياس 2:3. ويَحكم المعيار أبعاد البئر (مثل القطر والمساحة والعمق) بالإضافة إلى خصائص الصفيحة (مثل الأبعاد والصلابة).
طور عدد من الشركات الروبوتات للتعامل خصيصًا مع الصفائح الميكروية لجمعية الفحص الجزيئي البيولوجي. وربما تكون هذه الروبوتات مخصصة لحمل السوائل حيث تمتص عينات السائل أو تقوم بتوزيعها من وإلى هذه الصفائح، أو ربما تكون «ناقلة» حيث تنقل هذه العينات بين الأدوات.
صممت شركات إنتاج الأدوات أجهزة قراءة لصفيحة المعايرة يمكنها الكشف عن أي أحداث بيولوجية أو كيميائية أو فيزيائية محددة في العينات المخزَّنة في هذه الصفائح. وعادة ما تستخدم أجهزة القراءة هذه تقنيات بصرية و/أو تقنيات الرؤية بالحاسوب لتقييم محتويات آبار صفائح المعايرة المكروية.

## المزايا والعيوب

### المزايا
- معالجة أسرع (ولكن لاحظ أن الأتمتة ليست دومًا أسرع من البشر)
- زيادة التكرارية
- زيادة الإنتاجية
- تحسين الكفاءة
- زيادة قابلية إعادة الإنتاج
- إنشاء بيئة عمل أكثر أمنًا
- تقليل هدر المواد نظرًا لتحسين متغيرات العملية
- القدرة على أداء العمل بصورةٍ متواصلة دون التأثر بالقيود البشرية
- القدرة على أداء العمل في بيئات قاسية أو بالقرب منها.
- سحب الموظفين من المهام المملة والمتكررة

### العيوب
- تكون عمليات تقييم العينات الفردية عالية التكلفة
- لم يتم تصميم العديد من التقنيات المختبرية لتعمل مع الأتمتة الروبوتية
- صعوبة التشغيل الآلي في الحالات التي تستدعي التحليل البصري / التمييز / المقارنة
- يكون التحليل مقتصرًا على المدخلات الحسية المتاحة فقط
- زيادة النقص في فرص العمل